# Cornovaglia (Francia)

La bandiera della Cornovaglia francese

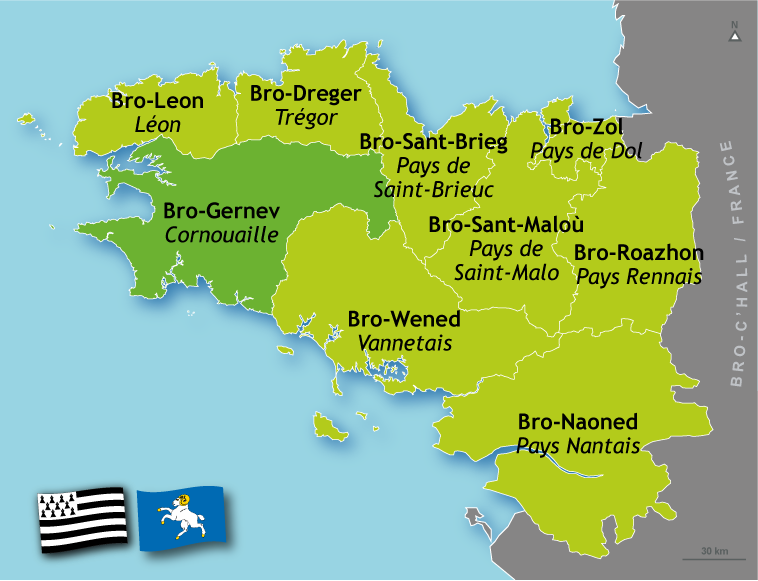
Localizzazione della Cornovaglia francese nella Bretagna storica

La Cornovaglia (in francese: Cornouaille; in francese antico: Cornẅaille; in bretone: Kernev o Bro-Gernev; 5.961 km²; 475.000 ab. circa), chiamata anche Cornovaglia francese (per distinguerla dall'omonima contea dell'Inghilterra sud-occidentale) è una regione (o provincia) storica della Bretagna (Francia nord-occidentale), corrispondente in gran parte al territorio meridionale dell'attuale dipartimento del Finistère (Bretagna nord-occidentale), a cui bisogna aggiungere anche un tratto (quello occidentale e quello meridionale) del dipartimento delle Côtes-d'Armor e un tratto del Morbihan settentrionale (v. l'elenco dei comuni).
L'antico capoluogo è Quimper.
Altre famose località sono Concarneau, Landévennec, Locronan, Camaret-sur-Mer, Crozon, Douarnenez, Quimperlé, Pont-Aven, Penmarch, Pleyben, Plougastel-Daoulas e Argol.

## Geografia

### Collocazione
La regione storica della Cornouaille (v. mappa a lato) confinava a nord con il Léon e il Trégor (corrispondenti all'attuale Finistère settentrionale),
ad est con il Pays de Saint-Brieuc e a sud con il Vannetais.

### Comuni
Si trovano nel territorio della regione storica della Cornouaille i seguenti comuni:
- Argol
- Audierne
- Bannalec
- Baye
- Bénodet
- Berrien
- Beuzec-Cap-Sizun
- Le Bodéo
- Bolazec
- Botmeur
- Brasparts
- Brennilis
- Briec
- Bulat-Pestivien
- Calanhel
- Callac
- Camaret-sur-Mer
- Canihuel
- Carhaix-Plouguer
- Carnoët
- Cast
- Caurel
- Châteaulin
- Châteauneuf-du-Faou
- Cléden-Cap-Sizun
- Cléden-Poher
- Clohars-Carnoët
- Clohars-Fouesnant
- Le Cloître-Pleyben
- Collorec
- Combrit
- Concarneau
- Confort-Meilars
- Coray
- Corlay
- Croixanvec
- Crozon
- Daoulas
- Dinéault
- Dirinon
- Douarnenez
- Duault
- Edern
- Elliant
- Ergué-Gabéric
- Esquibien
- Le Faou
- Le Faouët
- La Feuillée
- La Forêt-Fouesnant
- Fouesnant
- Glomel
- Gouarec
- Gouesnach
- Gouézec
- Goulien
- Gourin
- Gourlizon
- Guengat
- Guiler-sur-Goyen
- Guilvinec
- Guiscriff
- Hanvec
- La Harmoye
- Le Haut-Corlay
- Hôpital-Camfrout
- Huelgoat
- Île-de-Sein
- Île-Tudy
- Irvillac
- Le Juch
- Kergloff
- Kergrist
- Kergrist-Moëlou
- Kerien
- Kerlaz
- Kerpert
- Landeleau
- Landévennec
- Landrévarzec
- Landudal
- Landudec
- Langolen
- Langonnet
- Laniscat
- Lannédern
- Lanrivain
- Lanvénégen
- Lanvéoc
- Laz
- Le Leslay
- Lennon
- Leuhan
- Locarn
- Locmaria-Berrien
- Locronan
- Loctudy
- Locunolé
- Logonna-Daoulas
- Lopérec
- Loperhet
- Loqueffret
- Lothey
- Maël-Carhaix
- Maël-Pestivien
- Magoar
- Mahalon
- Melgven
- Mellac
- Merléac
- Moëlan-sur-Mer
- Motreff
- Le Moustoir
- Mûr-de-Bretagne
- Neulliac
- Névez
- Paule
- Penmarch
- Peumérit
- Peumerit-Quintin
- Pleuven
- Plévin
- Pleyben
- Plobannalec-Lesconil
- Ploéven
- Plogastel-Saint-Germain
- Plogoff
- Plogonnec
- Plomelin
- Plomeur
- Plomodiern
- Plonéis
- Plonéour-Lanvern
- Plonévez-du-Faou
- Plonévez-Porzay
- Plougastel-Daoulas
- Plouguernével
- Plouhinec
- Plounévézel
- Plounévez-Quintin
- Plourac'h
- Plouyé
- Plovan
- Plozévet
- Pluguffan
- Plusquellec
- Plussulien
- Pont-Aven
- Pont-Croix
- Pont-de-Buis-lès-Quimerch
- Pont-l'Abbé
- Port-Launay
- Pouldergat
- Pouldreuzic
- Poullan-sur-Mer
- Poullaouen
- Primelin
- Quéménéven
- Querrien
- Le Quillio
- Quimper
- Quimperlé
- Riec-sur-Bélon
- Roscanvel
- Rosnoën
- Rosporden
- Rostrenen
- Roudouallec
- Le Saint
- Saint-Bihy
- Saint-Caradec
- Saint-Connan
- Saint-Connec
- Saint-Coulitz
- Saint-Eloy
- Sainte-Tréphine
- Saint-Évarzec
- Saint-Gelven
- Saint-Gildas
- Saint-Gilles-Pligeaux
- Saint-Gilles-Vieux-Marché
- Saint-Goazec
- Saint-Guen
- Saint-Hernin
- Saint-Igeaux
- Saint-Jean-Trolimon
- Saint-Martin-des-Prés
- Saint-Mayeux
- Saint-Nic
- Saint-Nicodème
- Saint-Nicolas-du-Pélem
- Saint-Rivoal
- Saint-Ségal
- Saint-Servais
- Saint-Thois
- Saint-Thurien
- Saint-Urbain
- Saint-Yvi
- Scaër
- Scrignac
- Spézet
- Telgruc-sur-Mer
- Tourch
- Trébrivan
- Treffiagat
- Treffrin
- Trégarvan
- Trégourez
- Tréguennec
- Trégunc
- Trémargat
- Tréméoc
- Tréméven (Finistère)
- Tréogan
- Tréogat
- Le Trévoux
- Le Vieux-Bourg

### Demografia
Al censimento del 2007, la Cornovaglia francese contava una popolazione di 475.233 abitanti. La densità è di 93 abitanti per chilometro quadrato.

## Storia
La regione è menzionata per la prima volta con il suo nome attuale tra l'852 e l'857 dal vescovo Anaweten, che parlò di Cornugallensis.

## Bandiera
Nella bandiera della Cornovaglia francese è raffigurato un montone su sfondo azzurro.

Deriva dallo stemma araldico della famiglia de Cornouaille.
La raffigurazione di un montone si rifà forse al fatto che in lingua bretone "Cornovaglia" si dice Kern o Kernev e che kern significa "corno", mentre knev significa "vello".

Sono state avanzate anche altre ipotesi secondo cui sarebbe da far risalire al fatto che gli abitanti della regione sono visti come dei "montoni" dai loro vicini, ma tale ipotesi sarebbe da rigettare.

## Economia moderna

### Prodotti tipici
Tra i prodotti tipici della regione, vi sono il sidro e la maiolica di Quimper

## Turismo
Principali mete turistiche della regione sono Camaret-sur-Mer, Concarneau (nota per la sua "ville close"), Locronan (nota per i suoi edifici in granito) e Quimper.

### Principali monumenti della regione
Tra i principali monumenti della regione, figurano la Cattedrale di Quimper e l'Abbazia di Landévennec.
Nella regione si trovano anche alcuni tra i complessi parrocchiali (in francese: enclos paroissiaux) più famosi della Bretagna, quali il Complesso parrocchiale di Argol, il Complesso parrocchiale di Pleyben e il Complesso parrocchiale di Plougastel-Daoulas.

## Feste ed Eventi
- Festival de Cornouaille, a Quimper[13]